# 第8通信連隊 (フランス軍)
第8通信連隊（だいはちつうしんれんたい、8e régiment de transmissions：8e RT）は、オー＝ド＝セーヌ県シュレンヌに駐屯する、EVAT隷下のフランス陸軍の通信連隊である。
兵種は通信、伝統的区分も通信である。

## 沿革
- 1913年：第8通信工兵連隊として編制される。

## 最新の部隊編成
- 連隊本部
- 本部管理中隊
- 管理支援中隊
- 第1通信中隊 - （国防省付データ処理）
- 第2通信中隊 - （部隊データ処理）
- 第3通信中隊 - （部隊データ処理）
- 第4通信中隊 - （国家データ処理通信）
- 第5通信中隊 - （戦略データ処理通信、Favieres及びヴェルノン(パリ郊外)）
- 第10通信中隊 - （予備）

## 連隊の任務
連隊は、各種通信機器を用いて通信データ処理を行い、全陸軍に対する情報処理活動に従事する。

## 主要装備
- GIAT BM92-G1
- FA-MAS
- P4
- TRM 2000
- TRM 4000